# Le Baromètre de la fidélité
Pour plus de détails, voir Fiche technique et Distribution.

Le Baromètre de la fidélité est un court métrage français réalisé par Georges Monca ou Max Linder en 1909.

## Résumé
Max et Jane se sont mariés, mais après un an de vie commune, le couple n'a plus l'ardeur d'autrefois. La mère de Jane, Geneviève adresse au couple un baromètre, qui en cas d'infidélité, vire au noir. Max, à la suite d'un courrier, va voir sa maîtresse et Jane téléphone à son amant pour lui rendre une petite visite. Voyant le couple se séparer, leur domestique verse de l'encre noire dans le fameux baromètre et à leur retour la stupéfaction est à son comble et chacun veut le vider, pour remettre de l'eau claire.

## Fiche technique
- Réalisation : Georges Monca ou Max Linder
- Scénario : Max Aghion
- Durée : 9 min 30 s
- production : Pathé

## Distribution
- Max Linder : Max le mari
- Jane Marnac : Jane, sa femme

Reste de la distribution :
- Geneviève, la mère de Jane
- Le domestique de Max et Jane
- La servante de Geneviève
- Alice, la maîtresse de Max
- Jacques, l'amant de Jane